# Famille Darwin-Wedgwood
Pour les articles homonymes, voir Darwin et Wedgwood.
 (juillet 2024).
Si vous disposez d'ouvrages ou d'articles de référence ou si vous connaissez des sites web de qualité traitant du thème abordé ici, merci de compléter l'article en donnant les références utiles à sa vérifiabilité et en les liant à la section « Notes et références ».
La famille Darwin-Wedgwood est une célèbre famille anglaise, descendant de Erasmus Darwin et de Josiah Wedgwood, dont le membre le plus connu est le naturaliste Charles Darwin. La famille contient au moins dix membres de la Royal Society et plusieurs artistes et poètes.
Cette page présente une brève biographie et des informations généalogiques ainsi que des liens vers les articles des principaux membres de cette grande famille. Les personnes sont listées par année de naissance et groupées par génération. L'arbre généalogique ci-dessous n'inclut pas tous les descendants, trop nombreux.

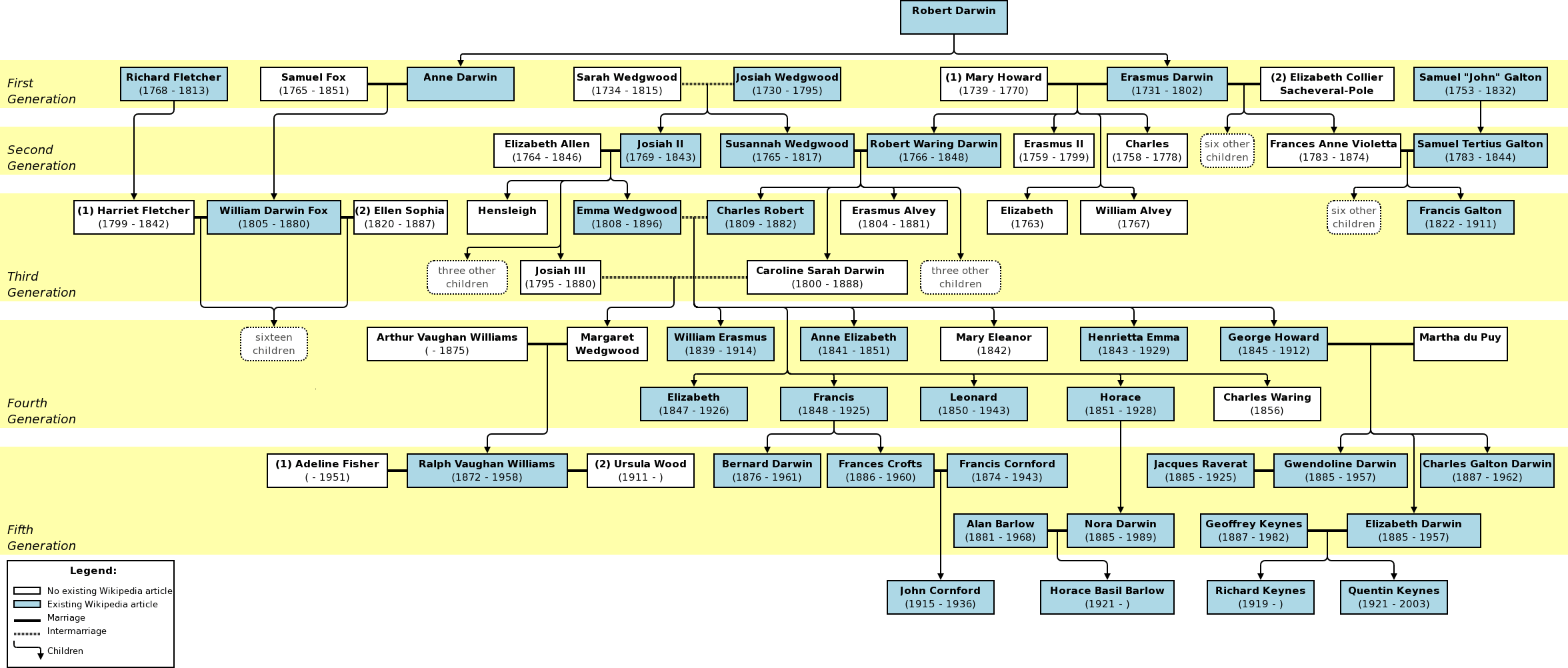
Arbre généalogique simplifié de la famille Darwin-Wedgwood.

## La première génération

### Josiah Wedgwood

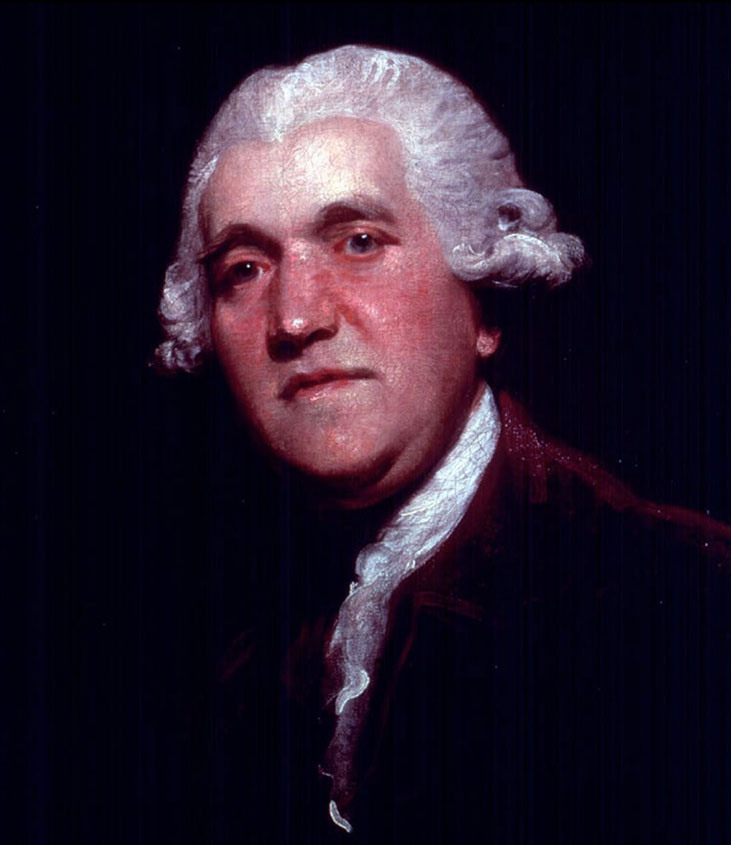
Josiah Wedgwood (1730-1795)

Josiah Wedgwood (1730-1795) était un célèbre potier et un ami d'Erasmus Darwin. En 1780, à la mort de Thomas Bentley, un ancien compagnon de travail, Wedgwood se tourna vers Erasmus Darwin pour qu'il l'aide à gérer ses affaires. Une des conséquences des relations amicales grandissantes entre les familles Wedgwood et Darwin fut le mariage d'une des filles de Josiah avec Robert, le fils d'Erasmus. Un des enfants de ce mariage, Charles Darwin, se maria également avec une Wegwood, Emma, une petite-fille de Josiah. L'héritage que Robert reçu de Josiah lui permit notamment de financer les études et la passion pour l'histoire naturelle de Charles Darwin, ce qui permit à ce dernier de mettre au point sa théorie de l'évolution. De plus, l'héritage d'Emma permit à la famille Darwin de mener une vie confortable.
Josiah Wedgwood se maria avec Sarah Wedgwood (1734-1815), et ils eurent sept enfants dont :
- Josiah Wedgwood (1769-1843) (voir ci-dessous)
- Susannah Wedgwood (1765-1817) (plus tard Susannah Darwin ; voir ci-dessous)
- Thomas Wedgwood (1771-1805) (voir ci-dessous)

### Erasmus Darwin

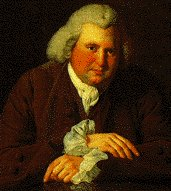
Erasmus Darwin (1731-1802)

Erasmus Darwin (1731-1802) était un médecin, botaniste et poète de Lichfield, dont les longs poèmes sur le thème de la botanique donnent des aperçus sur la médecine et l'histoire naturelle et mettent en avant la théorie de l'évolution, ébauchée par Jean-Baptiste Lamarck et son petit-fils Charles. Il se maria deux fois, d'abord à Mary Howard 1757, qui décéda en 1770 d'une défaillance hépatique alcoolique à l'âge de 31 ans et qui donna naissance à:
- Charles Darwin (1758-1778) (à ne pas confondre avec Charles Robert Darwin)
- Erasmus Darwin Jr (1759-1799)
- Elizabeth Darwin, 1763 (qui ne survécut que 4 mois)
- Robert Waring Darwin (voir ci-dessous)
- William Alvey Darwin, (1767) (qui ne survécu que 19 jours)

Il eut ensuite des relations extraconjugales avec Miss Parker, avec qui il eut deux filles :
- Susanna Parker (1772–1856)
- Mary Parker (1774–1859)

Il eut ensuite une liaison avec Elizabeth Collier Sacheveral-Pole, qui était alors mariée avec le Colonel Sacheveral-Pole et qui était la fille naturelle de Charles Colyear, 2nd Earl of Portmore. Sacheveral-Pole décéda peu de temps après et Erasmus se maria avec elle, ils eurent 7 enfants:
- Edward Darwin, (1782 - 1829)
- Frances Anne Violetta Darwin, (1783-1874); mariée avec Samuel Tertius Galton; mère de Francis Galton (voir ci-dessous)
- Emma Georgina Elizabeth Darwin (née en 1784)
- Sir Francis Sacheverel Darwin (1786-1859)
- John Darwin (1787-1865)
- Henry Darwin (né en 1789)
- Harriot Darwin (1790-1825); plus tard Harriott Maling.

### Samuel "John" Galton

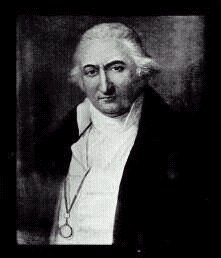
Samuel Galton

Samuel Galton (1753-1832) était un fabricant d'armes de Birmingham.

## La seconde génération

### Robert Darwin

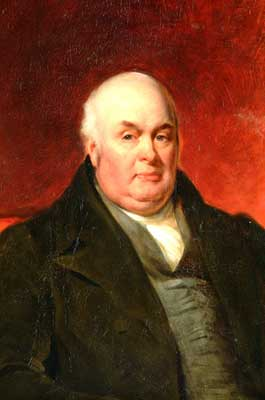
Robert Darwin (1766 - 1848)

Le fils de Erasmus Darwin, Robert Darwin était un de Shrewsbury, dont la fortune lui permit de financer Le Voyage du Beagle de son fils Charles Darwin et de l'aider financièrement par la suite. Il se maria à Susannah Wedgwood, la fille de Josiah Wedgwood (voir ci-dessus), et ils eurent les enfants suivants :
- Marianne Darwin (1798-?), mariée à Henry Parker (1788–1858) en 1824.
- Caroline Sarah Darwin (1800-1888), mariée à Josiah Wedgwood (petit-fils du premier Josiah Wedgwood)
- Susan Elizabeth Darwin (1803-1866)
- Erasmus Alvey Darwin (1804-1881)[1]
- Charles Robert Darwin (1809-1882) (voir ci-dessous)
- Emily Catherine Darwin (1810-?)

### Josiah Wedgwood

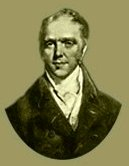
Josiah Wedgwood (1769-1843)

Josiah Wedgwood (1769 – 1843) était le fils du premier Josiah Wedgwood, et Député de la ville de Stoke-on-Trent. Il se maria avec Elizabeth Allen (1764-1846) et ils eurent sept enfants:
- Josiah Wedgwood; (1795 – 1880) marié avec Caroline Darwin, fille de Robert Darwin et de Susannah Wedgwood. Ce couple fut les grands-parents de Ralph Vaughan Williams.
- Henry Allen Wedgwood (1799-1885)
- Francis Wedgwood (1800-1880); marié le 26 avril 1832 à Rolleston on Dove, avec Staffordshire Frances Mosley, fille du Rev. John Peploe Mosley et de Sarah Maria Paget et petite-fille de Sir John Parker Mosley et Elizabeth Bayley; il est le grand-père de Josiah Wedgwood, 1st Baron Wedgwood et l'arrière-grand-père de CV Wedgwood et de Camilla Wedgwood
- Hensleigh Wedgwood (1803-1891), étymologiste, philologue et barrister, auteur de A Dictionary of English Etymology, père de Frances Julia Wedgwood (1833-1913), et grand-père du Bishop James Ingall Wedgwood.
- Charlotte Wedgwood; mariée à Charles Langton
- Fanny Wedgwood; morte célibataire en août 1832.
- Emma Wedgwood (1808-1896); mariée à Charles Darwin, fils de Robert Darwin et de Susannah Wedgwood.

### Thomas Wedgwood
Thomas Wedgwood (1771-1805). Pionnier du développement photographique, fils de Josiah Wedgwood.

### Samuel Tertius Galton

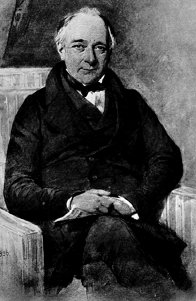
Samuel Tertius Galton

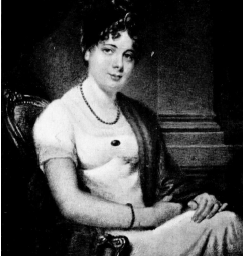
Violetta Galton (née Darwin)

Samuel Tertius Galton marié à Frances Anne Violetta Darwin, (1783-1874). Ils eurent 3 fils et 4 filles:
- Elizabeth Anne (1808-1906), mariée à Edward Wheler
- Lucy Harriot (1809-1848), mariée à James Moilliet en 1832
- Millicent Adele (1810-1883), mariée au Rev. Robert Shirley Bunbury en 1845 et ils eurent une fille Emma Bunbury
- Emma Sophia (1811-1904), qui ne se maria pas.
- Darwin Galton (1814-1903), marié trois fois, un seul enfant de sa première épouse qui décéda à l'âge de neuf mois.
- Erasmus Galton (1815-1909), en:Lord of the Manor de Loxton
- Francis Galton (1822-1911) (voir ci-dessous)

### Sir Francis Sacheverel Darwin

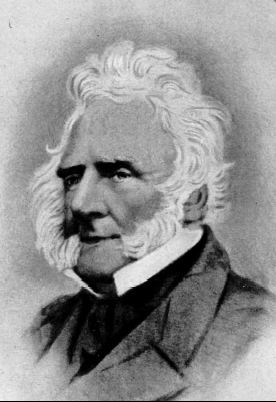
Sir Francis Sacheverel Darwin

Sir Francis Sacheverel Darwin était le fils de Erasmus Darwin et Elizabeth (née Collier), fille du second Earl of Portmore. Il était écrivain de voyage ainsi qu'un explorateur et un naturaliste accompli. Il étudia en prenant de grands risques les ravages de la peste dans la ville turque de Smyrne. Il fut le seul à revenir vivant de tous ses amis qui étaient partis avec lui. Médecin de George III, on raconte qu'il aurait été nommé chevalier par George IV alors que ce dernier était saoul.
Le 16 décembre 1815 il se marie avec Jane Harriet Ryle (11 décembre 1794 - 19 avril 1866) à St. George, Hanover Square London. Ils eurent 10 enfants :
- Mary Jane Darwin (12 février 1817 - 1872), mariée avec Charles Carill-Worsley de Platt Hall, près de Manchester, en 1840.
- Reginald Darwin (4 avril 1818 - 1892)
- Emma Elizabeth Darwin (27 février 1820 - 22 décembre 1898), marié avec Edward Woollett Wilmot en 1842.
- Edward Levett Darwin (12 avril 1821 - 1901)
- Frances Sarah Darwin (19 juillet 1822 - 1881), mariée avec Gustavus Barton en 1845, veuve en 1846 et remariée avec Marcus Huish (le père du commerçant d'arts, Marcus Bourne Huish) en 1849.
- Georgiana Elizabeth Darwin (12 août 1823-1902), mariée avec le Rev. Benjamin Swift en 1862.
- Violetta Harriot Darwin (5 mars 1826 - 1880)
- Ann Eliza Thomasine Darwin (2 juin 1828 - 1904)
- Millicent Susan Darwin (26 mars 1833 - 1899), mariée avec le Rev. Henry Oldershaw en 1861.
- John Robert Darwin (29 mars 1835 - 1899)

## La troisième génération

### Charles Darwin

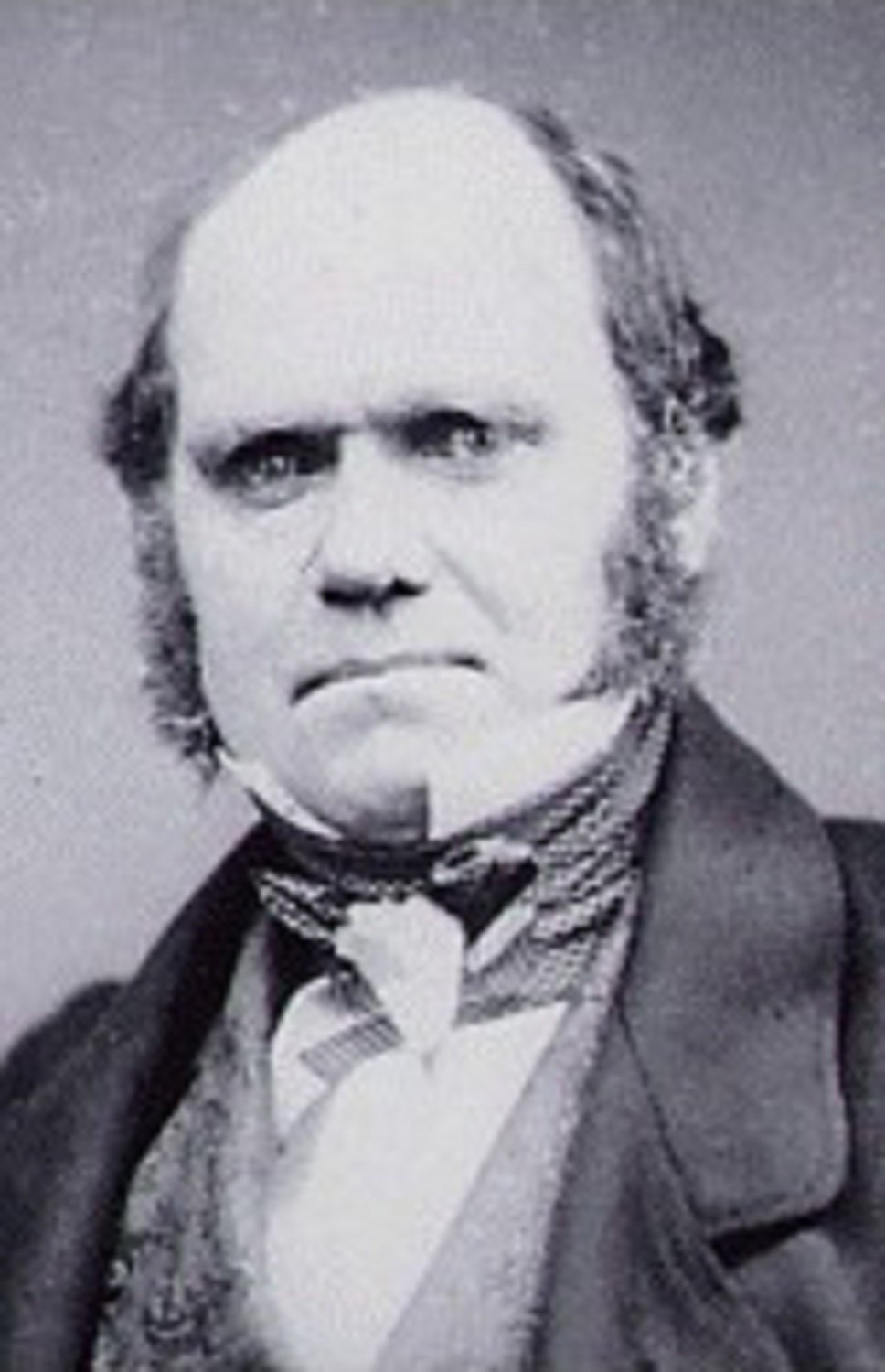
Charles Darwin

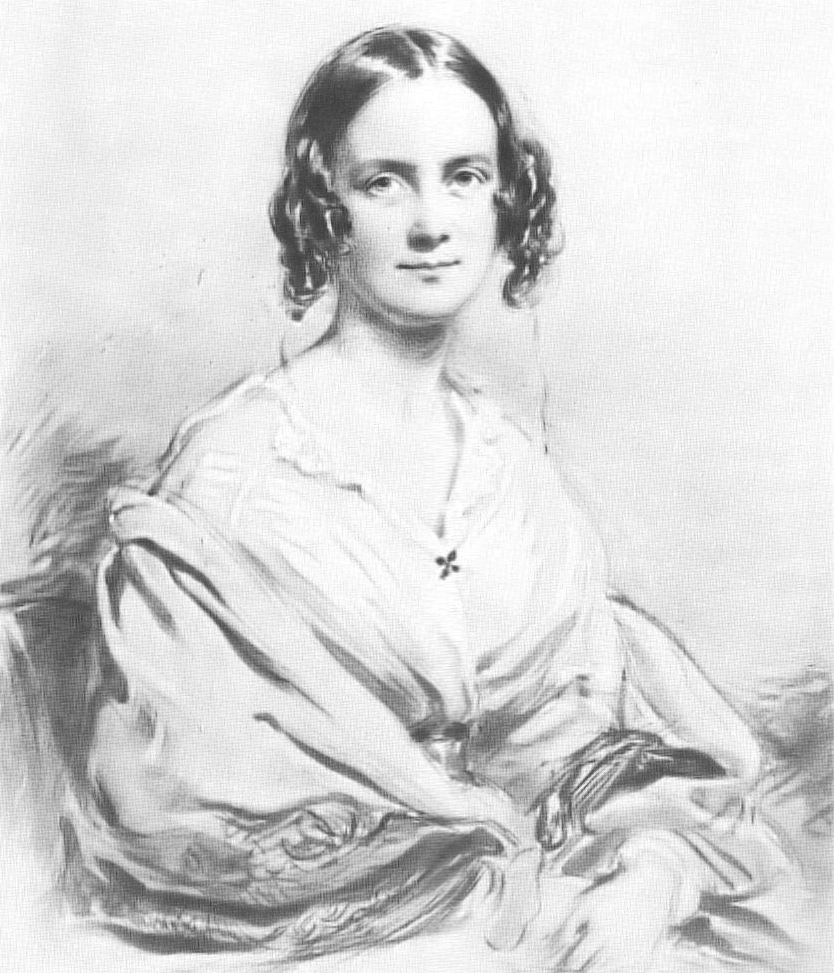
Emma Darwin (née Wedgwood)

Le plus célèbre membre de la famille fut Charles Darwin. Il proposa la première théorie de l'évolution par la sélection naturelle et sexuelle.
Charles Robert Darwin était le fils de Robert Waring Darwin et de Susannah Wedgwood. Il se maria avec Emma Wedgwood, une des filles de Josiah Wedgwood II et de Elizabeth Allen. La mère de Charles, Susannah, était une sœur du père d'Emma, Josiah II. Ainsi, Charles et Emma étaient cousins au premier degré. À cause de mariage entre membres de la même famille dans les générations précédentes, ils ont également d'autres liens familiaux.
Les Darwins eurent plusieurs enfants, 3 d'entre eux décédèrent avant la majorité :
- William Erasmus Darwin (27 décembre 1839 - 1914); diplômé du Christ's College de l'Université de Cambridge, il fut banquier à Southampton. Il se maria avec la New Yorkaise Sara Ashburner (-1902), mais ils n'eurent pas d'enfant.
- Anne Elizabeth Darwin (1841-1851) dont la mort de la tuberculose à l'âge de 10 ans causa beaucoup de peine à son père.
- Mary Eleanor Darwin (23 septembre 1842 - 16 octobre 1842) décéda très tôt alors qu'elle n'était qu'un nourrisson.
- Henrietta Emma "Etty" Darwin (25 septembre 1843 - 1929); mariée à Richard Litchfield en 1871, ils n'eurent jamais d'enfants. Etty Darwin édita les notes privées de sa mère (publiées en 1904) et assista son père dans son travail.

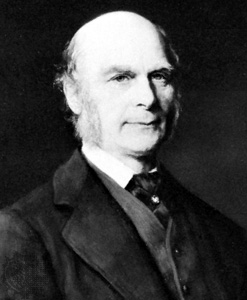
Francis Galton (1822-1911)

- George Howard Darwin (1845-1912) (voir ci-dessous)
- Elizabeth (Bessy) Darwin (8 juillet 1847–1926); elle a eu un fils de père inconnu.
- Leonard Darwin (1850-1943) (voir ci-dessous)
- Francis Darwin (1848-1925) (voir ci-dessous)
- Horace Darwin (1851-1928) (voir ci-dessous)
- Charles Waring Darwin (6 décembre 1856 - 28 juin 1858) fut le dixième enfant, et le sixième fils de Charles et Emma Darwin. Sa mort précoce de la scarlatine empêcha Charles Darwin de faire la présentation de sa théorie de l'évolution, prévue lors d'une rencontre de la Linnean Society avec Alfred Russel Wallace le 1er juillet 1858. Wallace n'était pas non plus présent car il était alors en expédition.

### Francis Galton
Sir Francis Galton (1822–1911) apporta d'importantes contributions dans le domaine des statistiques et il est connu comme le père de l'eugénisme. Il se maria avec Louisa Jane Butler, mais ils n'eurent pas d'enfant.

## Autres personnalités de la même période

### William Darwin Fox

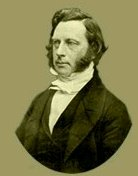
William Darwin Fox (1805-1880)

Le Rev. William Darwin Fox (1805-1880) était un cousin au second degré de Charles Darwin et un entomologiste, naturaliste et paléontologue amateur. Il devint un ami fidèle de Charles Darwin après leur première rencontre au Christ's College de Cambridge. Il se maria avec Harriet Fletcher qui lui donna cinq enfants, et à sa mort il se remaria avec Ellen Sophia Woodd qui s'occupa de leurs 17 enfants.
Ce paléontologue amateur retrouva les restes de dinosaures autour de l'île de Wight ce qui lui valut une bonne réputation dans la communauté scientifique, et il a probablement donné son nom à plus de dinosaures que n'importe quel autre Britannique.
Fox découvrit un grand nombre de nouveaux dinosaures, notamment l'Aristosuchus, le Calamospondylus et le Polacanthus, il fut le premier à réaliser que l' Hypsilophodon était un genre de dinosaure à part entière et non pas un juvénile de l' Iguanodon, et malgré le fait qu'il ne fut pas un scientifique de profession, il eut un impact important sur l'étude des dinosaures.
À la suite de l'obtention de son diplôme à Cambridge en 1829, Fox devint le Vicar d'Osmaston et en 1838 il devint le Rector de Delamere, jusqu'à son départ en 1873.

## La quatrième génération

### George Howard Darwin
George Howard Darwin (1845–1912) était astronome et mathématicien. Il se maria avec Martha (Maud) du Puy de Philadelphie. Ils eurent quatre enfants :
- Charles Galton Darwin (voir ci-dessous)
- William Robert Darwin (marié à Sarah Monica Slingsby)
- Gwendoline "Gwen" Darwin, artiste; (voir Gwen Darwin)
- Margaret Elizabeth (mariée à Geoffrey Keynes, bibliophile) (voir ci-dessous)

### Leonard Darwin
Leonard Darwin (1850-1943) était un officier de l'armée, un député et un eugéniste qui correspondait avec Ronald Fisher, et qui était le lien entre les deux grands biologistes de l'évolution.

### Francis Darwin
Francis Darwin (1848–1925) était un botaniste, fils de Charles Darwin et Emma Darwin (née Wedgwood). Francis Darwin se maria avec Amy Ruck en 1874, celle-ci décéda en 1876 après la naissance de leur fils Bernard Darwin, qui plus tard écrivit sur le golf - voir ci-dessous. Francis se remaria avec Ellen Crofts, union dont naîtra Frances Crofts Darwin (1886-1960), poétesse qui se mariera avec le professeur d'humanités classiques Francis Macdonald Cornford (1874-1943). Ellen Crofts meurt en 1903. Francis Darwin se remarie en 1913 avec Florence Henrietta Fisher (1854-1920) dramaturge, veuve de Frederic William Maitland (1850-1906). Toujours en 1913, Francis Darwin est anobli.

### Charles Waring Darwin
Charles Waring Darwin (6 décembre 1856–28 juin 1858) était le dernier des enfants de Charles Darwin et d'Emma Darwin, leur 10e enfant et 6e fils.
Il est noté par Henrietta, dans sa biographie sur sa mère, que Charles Waring était né « sans sa pleine part d'intelligence ». Darwin nota que même « s'il était retardé dans le langage et la marche » il n'en était pas moins « intelligent et observateur ».
Darwin avait déjà peur que la consanguinité due à ses origines et à celle de sa femme Emma (qui était sa cousine) ait pu avoir une incidence sur la faiblesse constitutionnelles de ses enfants, une peur qui apparaît dans le livre L'Origine des espèces dans lequel Darwin parle des effets « diaboliques » de la consanguinité et des effets bénéfiques des croisements.
Charles Waring décéda à 18 mois de la scarlatine. Sa maladie et sa mort précoce empêchèrent Darwin de participer à la première présentation de sa théorie lors du comité de lecture présidé par Alfred Russel Wallace et, lors de la réunion commune de lecture de la Linnean Society le 1er juillet 1858, il donna lui-même à la réunion le titre Sur la tendance des espèces à former de la variété; et sur la perpétuation de la variété et des espèces par les moyens naturels de sélection (On the Tendency of Species to form Varieties; and on the Perpetuation of Varieties and Species by Natural Means of Selection).

### Etty Darwin
Henrietta Emma « Etty » Darwin (25 septembre 1843 – 17 décembre 1929) était la fille de Charles Darwin et de sa femme Emma Wedgwood.
Etty est née à Down House, Downe en 1843. Elle était la 3e fille de Darwin, et la plus âgée ayant atteint l'âge adulte, après que sa sœur ainée Annie soit décédée à l'âge de 10 ans et que sa seconde sœur Mary décède à l'âge d'un mois. Elle et son frère Frank aidèrent leur père dans son travail et Etty l'aida à rédiger La descendance de l’homme et la sélection sexuelle.
En août 1871 elle se maria avec Richard Buckley Litchfield (1832 - 1903), originaire de Downe, mais le couple n'eut jamais d'enfant. Elle se retrouva veuve le 11 janvier 1903 lorsqu'il décéda à Cannes en France.
Ce fut Etty qui enleva plusieurs passages de la biographie de son père sur son grand-père, Erasmus Darwin, The Life of Erasmus Darwin, et qui participa probablement également à 'The Autobiography of Charles Darwin. Elle publia également les notes privées de sa mère Emma, Emma Darwin: wife of Charles Darwin. A Century of Family Letters en 1904. Elle récusa également l'histoire de Lady Hope, qui racontait dans un article de 1922 publié dans The Christian, que son père, lors d'une conversation sur son lit de mort, lui avait dit qu'il abandonnait sa théorie de l'évolution et qu'il acceptait Jésus-Christ comme son sauveur. Elle écrit sur ce sujet qu'« il ne repose sur aucun fondement ».
Elle décéda le 17 décembre 1929 à Burrows Hill, Gomshall, Surrey, à l'âge de 84 ans.

### Anne Darwin
Anne Elizabeth « Annie » Darwin (2 mars 1841 – 22 avril 1851) était le second enfant et la fille aînée du naturaliste anglais Charles Darwin et de sa femme Emma.
D'après certains biographes, c'était une enfant charmante qui apportait beaucoup de bonheur à ses parents. E. Janet Browne écrit d'elle :
Anne était [...] la prunelle des yeux de son fier père, son enfant favori, d'après les confessions qu'il fit à son ami et cousin William Darwin Fox.
Plus que n'importe lequel de ses enfants, elle le traitait avec une affection spontanée qui le touchait profondément ; elle aimait lisser ses cheveux et mettre ses vêtements en forme. Elle était par nature une enfant soignée et ordonnée, coupant délicatement des bouts de papier pour les ranger dans sa boîte de travail, fabriquant des rubans et des petites choses pour ses poupées et inventant des mondes imaginaires.
En 1849, Anne contracta la scarlatine en même temps que ses deux autres sœurs, et sa santé déclina peu après ; certains pensent qu'elle aurait souffert de la tuberculose. Après avoir vainement essayé les cures thermales de James Manby Gully, Charles Darwin amena sa fille à la station thermale de Great Malvern, dans le Worcestershire. Elle décéda dans la Montreal House, sur la Worcester Road, et fut enterrée dans le cimetière de Priory Church.
Sa mort à l'âge de dix ans fut un coup terrible pour Charles et Emma. Charles écrit dans une lettre : Nous avons perdu la joie de notre famille et la consolation de nos vieux jours... Oh si seulement elle pouvait savoir maintenant combien nous aimerons à jamais tendrement son cher visage joyeux.
Vers les années 2000, l'arrière-arrière-petit-fils de Charles Darwin, Randal Keynes, découvrit la boîte d'Annie contenant des souvenirs collectés par ses parents. Il écrivit un livre à ce sujet.

### Horace Darwin
Horace Darwin (1851-1928) eut 2 enfants:
- Nora Darwin, mariée avec Sir Alan Barlow (voir ci-dessous)
- Ruth Darwin

## La cinquième génération

### Charles Galton Darwin
Charles Galton Darwin 1887-1962 était le fils de George Howard Darwin (voir ci-dessous) et était directeur du National Physical Laboratory.

### Gwen Raverat
Gwen Raverat (née Darwin) (1885-1957), la fille de George Howard Darwin était une artiste. Elle se maria avec l'artiste français Jacques Raverat en 1911. Son livre Period Piece contient des illustrations et des anecdotes sur de nombreux membres de la famille Darwin — Wedgwood.

### Margaret Keynes (née Darwin)
Margaret Keynes était la fille de George Howard Darwin (voir ci-dessous). Elle se maria avec Geoffrey Keynes et ils eurent 4 fils Richard Keynes, Quentin Keynes, Milo Keynes et Stephen Keynes.

### Bernard Darwin
Bernard Darwin (1876–1961) était un écrivain sur le golf. Il se maria en 1906 avec Elinor Monsell (morte en 1954), et ils eurent un fils Robert Vere Darwin (voir ci-dessous).

### Frances Cornford
Frances Cornford (née Darwin).

### Ralph Vaughan Williams
Ralph Vaughan Williams (1872-1958), était un compositeur britannique. Sa grand-mère maternelle, Caroline Sarah Darwin, était la plus grande sœur de Charles Darwin, et son grand-père maternel, Josiah Wedgwood III, était le plus grand frère de la femme de Darwin, Emma.

### Nora Barlow (née Darwin)
Nora Darwin (1885-1989), la fille de Horace Darwin (voir ci-dessous), se maria avec Sir Alan Barlow. Elle édita l'Autobiographie de Charles Darwin  (ISBN 0-393-31069-8) (hardback) et  (ISBN 0-393-00487-2) (paperback). Ils eurent 5 enfants :
- Sir Thomas Erasmus Barlow, (23 janvier 1914 - 12 octobre 2003), officier de la Royal Navy.
- Erasmus Darwin Barlow (né en 1915)
- Andrew Dalmahoy Barlow (né en 1916)
- Professor Horace Basil Barlow (né en  1921) (voir ci-dessous)
- Hilda Horatia Barlow (née le 14 septembre 1919), se maria avec le psychanalyste John Hunter Padel; leur fille est le poète Ruth Padel (voir ci-dessous).

### Josiah Wedgwood, 1st Baron Wedgwood
Josiah Wedgwood (1872-1943), arrière-arrière-petit-fils de Josiah Wedgwood I, était un député des partis Liberal et Labour, et servit à l'armée durant la seconde guerre des Boers et la Première Guerre mondiale. Il entra dans la Pairie en 1942.

### Charles Tindal-Carill-Worsley
Le capitaine Charles Tindal-Carill-Worsley, Royal Navy, (mort en 1920) est l'arrière-petit-fils de Sir Francis Sacheverel Darwin, et fut un officier naval durant la Première Guerre mondiale.

### Ralph Tindal-Carill-Worsley
Cmdr Ralph Tindal-Carill-Worsley, Royal Navy, (1886-1966), est le frère de Charles, officier naval, il sert sur le yacht royal HMY Victoria and Albert sous Édouard VII avant la Première Guerre mondiale. Il se retire de la Royal Navy après la Première Guerre mondiale mais est rappelé pour la Seconde Guerre mondiale, pour devenir le commandant de l'école des WRENS (membres du Women's Royal Naval Service). Il se marie avec Kathleen, fille de Simon Mangan de Dunboyne Castle, lieutenant de Sa Majesté pour County Meath, ils ont 3 enfants.

## La sixième génération

### George Darwin
George Darwin travailla sur le design des premiers ordinateurs.[réf. nécessaire]

### Henry Darwin
Henry Darwin était un diplomate.

### Francis Darwin
Francis Darwin était un naturaliste.[réf. nécessaire]

### Edward Darwin
Edward Darwin était un ingénieur.[réf. nécessaire]

### Richard Keynes
Le professeur Richard Keynes FRS (né en 1919) était un physiologiste.

### Quentin Keynes
Quentin Keynes (1921-2003) était un bibliophile et un explorateur.

### Robin Darwin
Robert Vere "Robin" Darwin (1910–1974) était un artiste.

### Nicolas Tindal-Carill-Worsley
Nicolas Tindal-Carill-Worsley (connu sous le nom de Nicolas Tindal) (1911-2006), fils de Ralph Tindal-Carill-Worsley, était un pilote de bombardier durant la Seconde Guerre mondiale, et participa à La Grande Évasion du camp de prisonniers de Stalag Luft III, où il fut emprisonné entre 1940 et 1945.
Il se maria avec Winifred (1913-1997), et ils eurent 7 enfants : Charles (marié à Rosemary Dennehy), Penelope (mariée à Henry Maitland Clark, officier colonial et député pour Antrim North (1959-1970)), Francis (marié à Brigid Lauder), Caroline (mariée à Peter Dawnay), Jacqueline (mariée à John Hoar), Anthony (marié à Penelope Railton) et Ralph (marié à Caroline Villiers-Stuart).

### Horace Barlow
Horace Barlow (né en 1921) était professeur de physiologie à Berkeley en Californie; Professeur de recherche de la Royal Society au Physiological Laboratory de Cambridge (1973-87).

### John Cornford
John Cornford était un poète. Hugh Thomas l'évoque dans « La Guerre d'Espagne », Paris, Robert Laffont, 1961, p. 247 : « Conçu le mois de la mort du poète Rupert Brooke à Skyros, il reçut le prénom de Rupert, mais à cause de son caractère positif, on l'appela toujours par son second nom, John. A vingt ans, il était déjà un pilier du parti communiste anglais. »

### Camilla Wedgwood
Camilla Wedgwood (1901-1955), anthropologue, est la fille de Josiah Wedgwood, 1st Baron Wedgwood (voir ci-dessous).

### Cicely Veronica (CV) Wedgwood
Cicely Veronica Wedgwood (1910-1997), était historien.

### Clarice Cliff
Clarice Cliff (1899-1972) était un célèbre designer de céramique.[réf. nécessaire]

## La septième génération

### Ruth Padel
Ruth Padel (née en 1946), poète, petite-fille de Sir Alan et Lady (Nora) Barlow (née Darwin).

### Emma Darwin
Emma Darwin (en) (née en 1964), écrivain de nouvelles.

### Matthew Chapman
Matthew Chapman (né en 1950), scénariste, auteur, petit-fils de Frances Cornford.

## Inter-mariages
Il y a d'importantes histoires d'inter-mariages au sein de la famille. Dans la période étudiée ici, Josiah Wedgwood se maria avec sa cousine de 3e degré Sarah Wedgwood ; Charles Darwin se maria avec sa cousine de 1er degré Emma Wedgwood; sa sœur, Caroline Darwin, se maria avec le frère d'Emma (et le cousin au 1er degré de Caroline), Josiah Wedgwood III.
Il y a d'autres exemples de mariages entre cousins dans l'arbre généalogique. Les unions entre cousins n'étaient pas inhabituelles dans l'Angleterre du XIXe siècle. Les causes sont débattues : peu de communication, moyen de garder les biens au sein de la famille, plus d'opportunité d'évaluer une simple relation en tant que futur partenaire de mariage (les jeunes femmes célibataires des classes supérieures étaient très chaperonnées lorsqu'elles rencontraient des hommes hors de la famille au XIXe siècle), plus de sécurité pour les femmes car elles ne devaient pas quitter leur famille.